# Platanus
Platanus (L., 1753) è l'unico genere di piante appartenente alla famiglia delle Platanacee (T.Lestib., 1826), originario dell'America centro-settentrionale e del bacino del Mediterraneo orientale.
I platani sono alberi monumentali molto apprezzati come piante ornamentali per decorare viali, parchi e giardini di notevoli dimensioni, nonché per l'arredo urbano grazie alla notevole resistenza allo smog delle metropoli.

## Tassonomia
All'interno del genere Platanus sono attualmente comprese 9 specie:
- Platanus gentryi Nixon & J.M.Poole
- Platanus kerrii Gagnep.
- Platanus lindeniana M.Martens & Galeotti
- Platanus mexicana Moric.
- Platanus occidentalis L. - platano occidentale o platano americano
- Platanus orientalis L. - platano orientale
- Platanus racemosa Nutt.
- Platanus rzedowskii Nixon & J.M.Poole
- Platanus wrightii S.Watson

Nonostante ciò il platano comune (Platanus x hispanica (Aiton) Willd., erroneamente noto anche come Platanus acerifolia), ovvero la specie più diffusa, è in realtà un ibrido spontaneo tra le specie P. occidentalis e P. orientalis, prodottosi probabilmente in Spagna nel XVII sec. (a volte è invece considerato come una varietà di P. orientalis).

## Uso
- Come pianta ornamentale per viali, parchi e ampi giardini.
- Il legname che se ne ricava è pesante (p. sp. 1,00 da fresco, 0,67 stagionato, 0,62 secco), poco durevole, viene utilizzato per mobili, compensati, legna da ardere (solo in stufa o in un camino chiuso poiché sviluppa sostanze tossiche inalabili).

## Avversità
- Insetti:
  - Lepidotteri:
    - Bombice - le larve di Lasiocampa quercus (Linnaeus, 1758) (Lasiocampidae) erodono il lembo fogliare provocando gravi defogliazioni
    - Bucefala - le larve di Phalera bucephala (Linnaeus, 1758) (Notodontidae) attaccano le foglie lasciando intatte solo le nervature
    - Rodilegno bianco - le larve di Zeuzera pirina (Cossidae) Linnaeus, 1761 provocano seri danni scavando gallerie nei rami e nei tronchi sottili

  - Scolitidi - gli adulti e le larve del coleottero Scolytus multistriatus Marsh. si nutrono delle gemme e della corteccia tenera, con gravi fenomeni di deperimento della pianta e ingiallimento delle foglie, le femmine scavano le gallerie di ovodeposizione tra la corteccia e il legno, le larve scavano nuove gallerie perpendicolari a quella materna, uscendone tramite un foro nella corteccia nello stadio adulto, possono essere vettori di malattie fungine.
- Acari:
  - Ragnetto rosso comune Tetranychus urticae Koch - Gli adulti attaccano le foglie, provocando aree depigmentate e clorotiche in prossimità delle nervature, fino ad arrivare in casi gravi alla filloptosi.
  - Ragnetto giallo del Tiglio Eotetranychus tiliarius (Hermann) - Il danno a carico delle foglie si registra maggiormente nel periodo estivo (luglio, agosto) e si manifesta con una massiccia defogliazione.
- Funghi:
  - Carie - l'attacco di Polyporus sp., Trametes sp., Fomes sp. riduce il legno ad un ammasso spugnoso e friabile, di colore biancastro o brunastro a seconda che la degradazione interessi la cellulosa o la lignina, sulla superficie del tronco compaiono i carpofori a forma di mensola o zoccolo di colore grigio-giallastro a consistenza caseosa e a maturità legnosa
  - Seccume fogliare - l'attacco di Gnomonia veneta (Sacc. et Speg.) Kleb., causa sulle foglie l'imbrunimento della lamina, in corrispondenza della nervatura principale con comparsa di puntini nerastri, sui rametti provoca un accorciamento degli internodi con la formazione di tubercoli
  - Cancro colorato - il fungo ascomycota Ceratocystis platani è un pericoloso parassita originario dell'America e giunto in Europa durante la seconda guerra mondiale (attraverso le casse di legno di platano con le quali vennero sbarcate alla Reggia di Caserta le munizioni). L'infezione coinvolge tutte le parti della pianta (fusti, chiome e radici) e si trasmette per contatto diretto delle spore fungine con ferite (anche piccolissime) del tessuto vegetale o attraverso la fusione delle radici (per piante molto vicine), risultando sempre letale e non trattabile con normali prodotti antimicotici. La forma acuta provoca la completa disseccazione di parti della chioma e può presentarsi, sui tronchi, sotto forma di ampie zone necrotiche presentanti spesso insolite pigmentazioni. Il nome comune delle malattia, "cancro colorato del platano", deriva dalla caratteristica colorazione rossiccia che il parassita trasmette alle zone legnose colpite. In Italia, dove la malattia è comparsa per la prima volta negli anni '70 diffondendosi presto in ampie zone sia del nord che del sud (la Lombardia risulta, attualmente, la regione più colpita), è in vigore l'obbligo di lotta contro la malattia comprendente rigide regole riguardo all'abbattimento degli individui infetti e allo smaltimento del legname colpito.
  - Maculatura fogliare da Septoria sp., Phyllosticta sp. - sulle foglie si osservano piccole macchie necrotiche di colore brunastro o grigiastro, che in alcuni casi possono estendersi sull'intera lamina. Le fruttificazioni del fungo si riscontrano sui tessuti fogliari colpiti.
  - Eutypella parasitica
  - Erisyphe platani anche noto come "oidio" o "mal bianco" del platano.

## I platani più grandi d'Italia
- Platano di Curinga (Calabria), 18 m di circonferenza a petto d'uomo.
- Platano di Caprino Veronese (Veneto), detto "platano dei 100 bersaglieri", 15 m di circonferenza a petto d'uomo[3].
- Platano di Breno (Lombardia), piantato il 3 maggio 1789

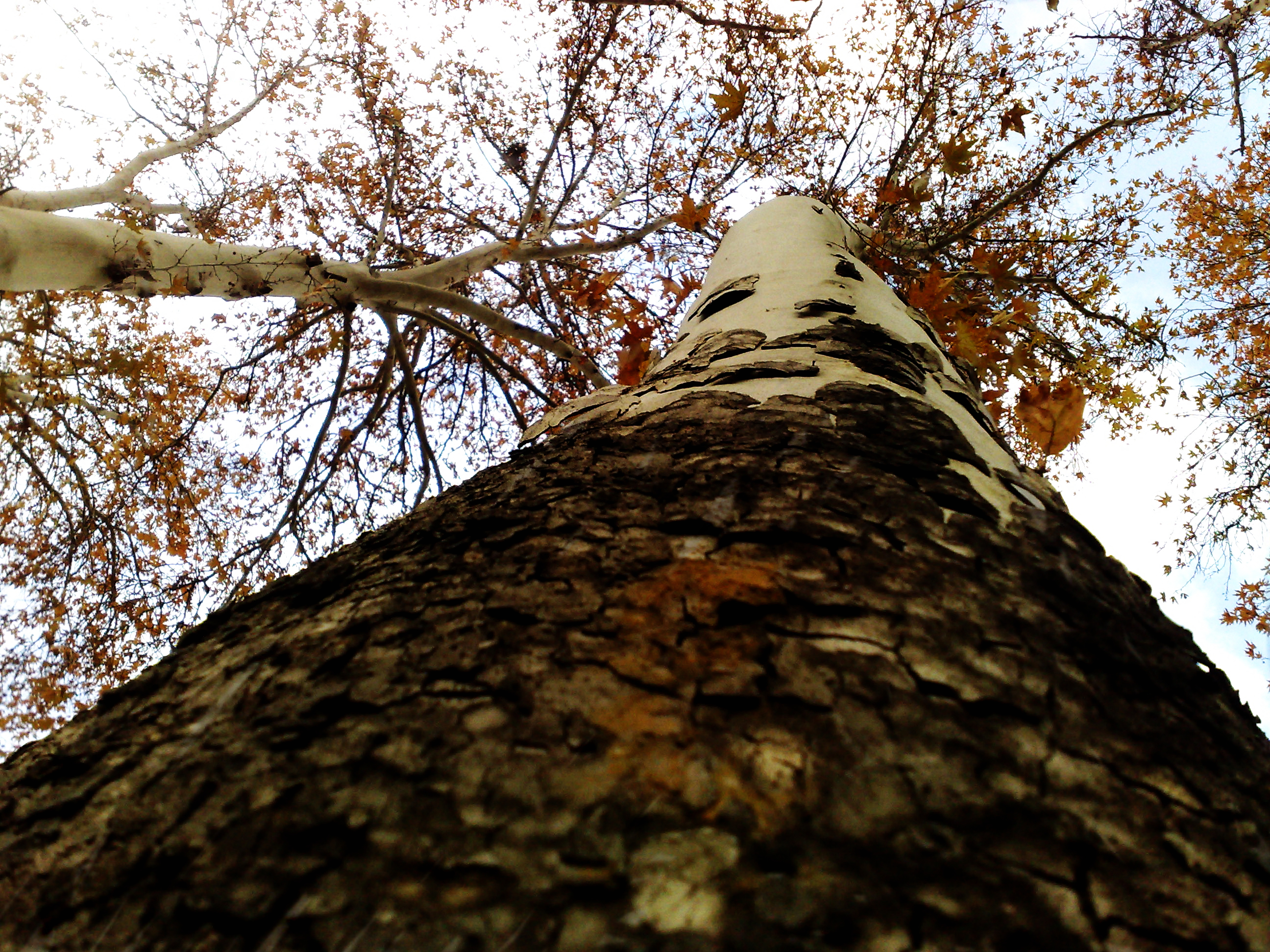
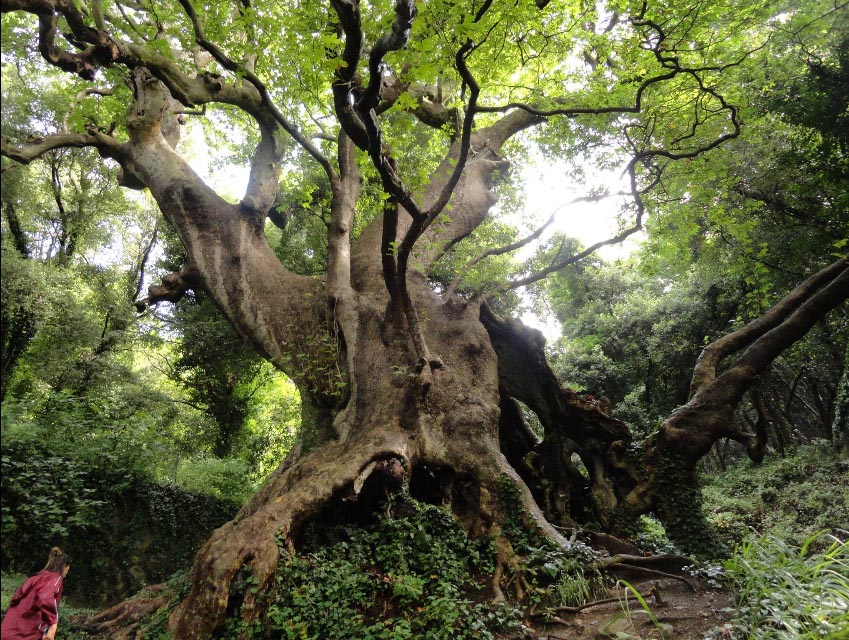
Platano orientale millenario monumentale di Curinga

- Platano dell'Orto Botanico di Pavia, detto "Platano di Scopoli" in quanto piantato da Antonio Scopoli in occasione della morte di Linneo, nel 1778. Altezza superiore ai 45 metri, circonferenza misurata a un metro dalla base: 7,30 m.
- Platano del Parco di Capodimonte (Aiton) Willd di anni 200, circonferenza 430 cm, altezza 34m
- Platani di Velletri, Roma, piazza G. Garibaldi di dimensioni monumentali dove si dice si sia arrampicato lo stesso Giuseppe Garibaldi